# Supercoppa svizzera (pallavolo femminile)
La Supercoppa svizzera è una competizione pallavolistica per squadre di club svizzere femminili, organizzata con cadenza annuale dalla SV.

## Edizioni
| Edizione      | Edizione          | Podio               | Podio         | Podio               |               |
| Anno          | Sede della finale | Campione            | Risultato     | Finalista           |               |
| ------------- | ----------------- | ------------------- | ------------- | ------------------- | ------------- |
| 2004 Dettagli | -                 | Franches-Montagnes  | -             | Kanti               |               |
| 2005 Dettagli | -                 | Köniz               | -             | Kanti               |               |
| 2006 Dettagli | -                 | Voléro Zurigo       | -             | Köniz               |               |
| 2007 Dettagli | -                 | Kanti               | 3 - 1         | Franches-Montagnes  |               |
| 2008 Dettagli | -                 | Köniz               | 3 - 1         | Sm'Aesch Pfeffingen |               |
| 2009 Dettagli | -                 | Voléro Zurigo       | 3 - 0         | Köniz               |               |
| 2010 Dettagli | -                 | Voléro Zurigo       | 3 - 1         | Neuchâtel           |               |
| 2011 Dettagli | Köniz             | Volero Zurigo       | 3 - 1         | Neuchâtel           |               |
| 2012-2014     | -                 | Non disputata       | Non disputata | Non disputata       | Non disputata |
| 2015 Dettagli | Zurigo            | Düdingen            | 3 - 2         | Köniz               |               |
| 2016 Dettagli | Friburgo          | Volero Zurigo       | 3 - 0         | Sm'Aesch Pfeffingen |               |
| 2017 Dettagli | Friburgo          | Volero Zurigo       | 3 - 2         | Sm'Aesch Pfeffingen |               |
| 2018 Dettagli | Muri bei Bern     | Neuchâtel           | 3 - 2         | Sm'Aesch Pfeffingen |               |
| 2019 Dettagli | Muri bei Bern     | Neuchâtel           | 3 - 2         | Sm'Aesch Pfeffingen |               |
| 2020 Dettagli | Muri bei Bern     | Sm'Aesch Pfeffingen | 3 - 0         | Neuchâtel           |               |
| 2021 Dettagli | Muri bei Bern     | Neuchâtel           | 3 - 0         | Kanti               |               |
| 2022 Dettagli | Muri bei Bern     | Neuchâtel           | 3 - 1         | Volero Zurigo       |               |
| 2023 Dettagli | Muri bei Bern     | Neuchâtel           | 3 - 0         | Düdingen            |               |
| 2024 Dettagli | Muri bei Bern     | Neuchâtel           | 3 - 0         | Düdingen            |               |

## Palmarès
| Squadra             | Titolo | Edizione                           |
| ------------------- | ------ | ---------------------------------- |
| Volero Zurigo       | 6      | 2006, 2009, 2010, 2011, 2016, 2017 |
| Neuchâtel           | 6      | 2018, 2019, 2021, 2022, 2023, 2024 |
| Köniz               | 2      | 2005, 2008                         |
| Franches-Montagnes  | 1      | 2004                               |
| Kanti               | 1      | 2007                               |
| Düdingen            | 1      | 2015                               |
| Sm'Aesch Pfeffingen | 1      | 2020                               |